# Georges Bonnefoy-Sibour
Pour les articles homonymes, voir Bonnefoy-Sibour, Bonnefoy et Sibour.
Georges Bonnefoy-Sibour est un homme politique français né le 28 septembre 1849 à Pont-Saint-Esprit (Gard) et décédé le 10 juillet 1918 à Neuilly-sur-Seine (Seine).

## Biographie
Fils de Jacques Bonnefoy-Sibour, sénateur du Gard, il suit les traces de son père en devenant maire de Pont-Saint-Esprit, puis conseiller général en 1877. Il est député du Gard de 1889 à 1893. En 1894, il est élu sénateur et conserve son poste jusqu'à son décès. Il siège au groupe de la Gauche démocratique et intervient sur de nombreux sujets. En 1906, il est le rapporteur du projet de loi réhabilitation du capitaine Dreyfus. Il est secrétaire du Sénat de 1897 à 1899 et questeur de 1903 à 1911. Réélu questeur en 1918, il meurt quelques mois plus tard.
En 1901, il devient président du conseil général.
Il est le père d'Adrien Bonnefoy-Sibour, préfet de police de Paris en 1934.

### Sources
- « Georges Bonnefoy-Sibour », dans le Dictionnaire des parlementaires français (1889-1940), sous la direction de Jean Jolly, PUF, 1960 [détail de l’édition]
- « Bonnefoy-Sibour (Georges-Auguste) », dans Dictionnaire biographique du Gard, Paris, Flammarion, coll. « Dictionnaires biographiques départementaux » (no 45), 1904 (BNF 35031733), p. 86.